# 中国共产党第五次全国代表大会

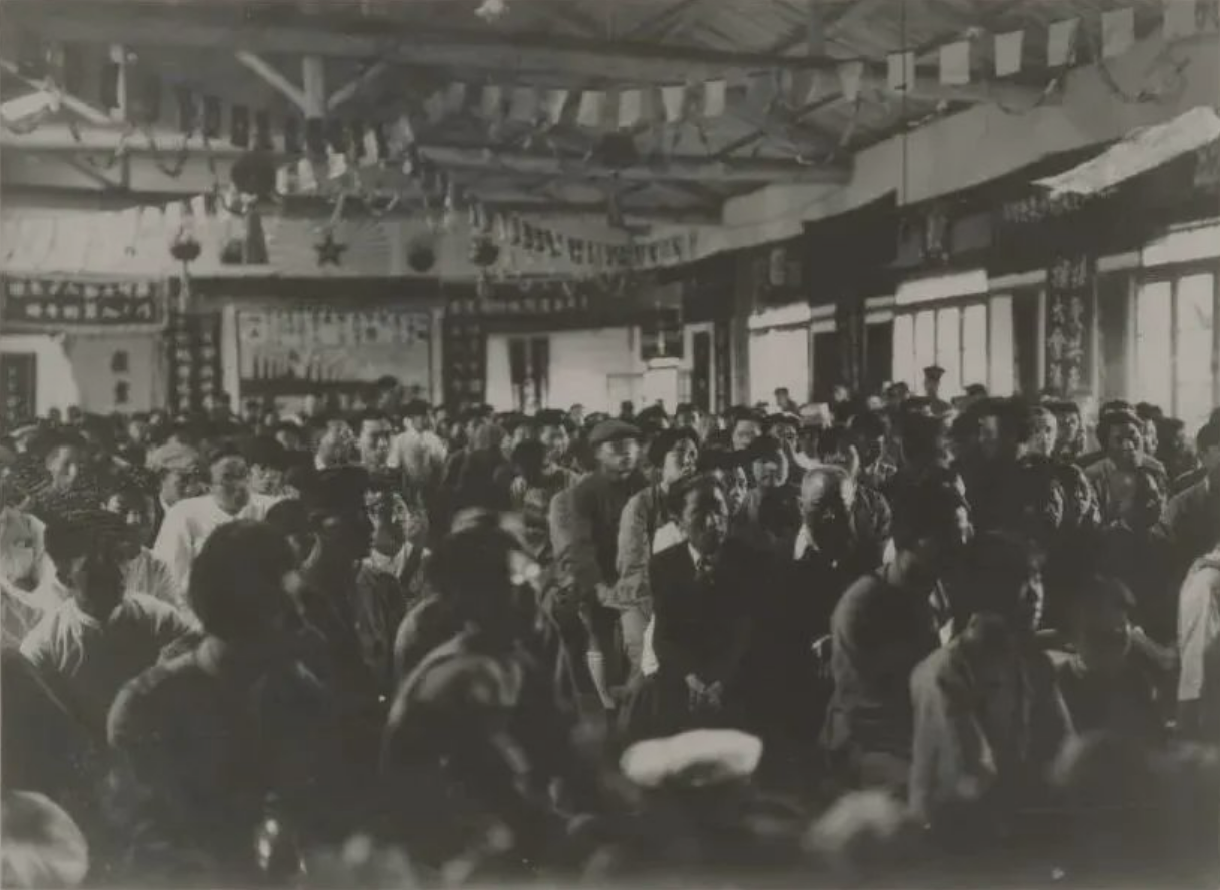
与会代表

中国共产党第五次全国代表大会，簡稱中共五大，于1927年4月27日至5月9日在湖北省武昌县召開。出席大会的代表有陈独秀、蔡和森、瞿秋白、毛泽东、任弼时、刘少奇、邓中夏、张国焘、张太雷、李立三、李维汉、陈延年、彭湃、方志敏、恽代英、罗亦农、项英、董必武、陈潭秋、苏兆征、向警予、蔡畅、向忠发、罗章龙、贺昌、阮啸仙、王荷波、彭述之、王明等82人，代表全国57967名党员。共产国际代表罗易、鲍罗廷、维经斯基、米夫等人也出席了大会。中国国民党领导汪精卫、徐谦等列席大会。
1927年，蒋介石領導中國國民黨右派黨員发动四一二事件，捕杀中共党员。此后，全国形成了三个政权，即原来的北洋政府、南京國民政府和武汉国民政府。
陈独秀代表中共第四届中央执行委员会向大会作了《政治与组织的报告》，涉及中国各阶级、土地、无产阶级领导权、军事、国共关系等11个问题。
罗易作了题为《中国革命问题和无产阶级的作用》的讲话。代表们对陈独秀的错误进行了批评。会前，瞿秋白针对陈独秀、彭述之等的机会主义理论和政策，写成了《中国革命中之争论问题》一书，着重论述了无产阶级和资产阶级争夺领导权问题；会上，他把该书发给大家，并作了系统发言。
大会通过了《政治形势与党的任务议决案》《土地问题议决案》等，选出了由31名正式委员和14名候补委员组成的党的中央委员会。随后举行的五届一中全会选举陈独秀、蔡和森、李维汉、瞿秋白、张国焘、谭平山、李立三、周恩来为中央政治局委员，苏兆征、张太雷等为候补委员；选举陈独秀、张国焘、蔡和森为中央政治局常务委员会常务委员，陈独秀为总书记。大会第一次选举产生了中央监察委员会，由正式委员7人、候补委员3人组成。

## 遗址

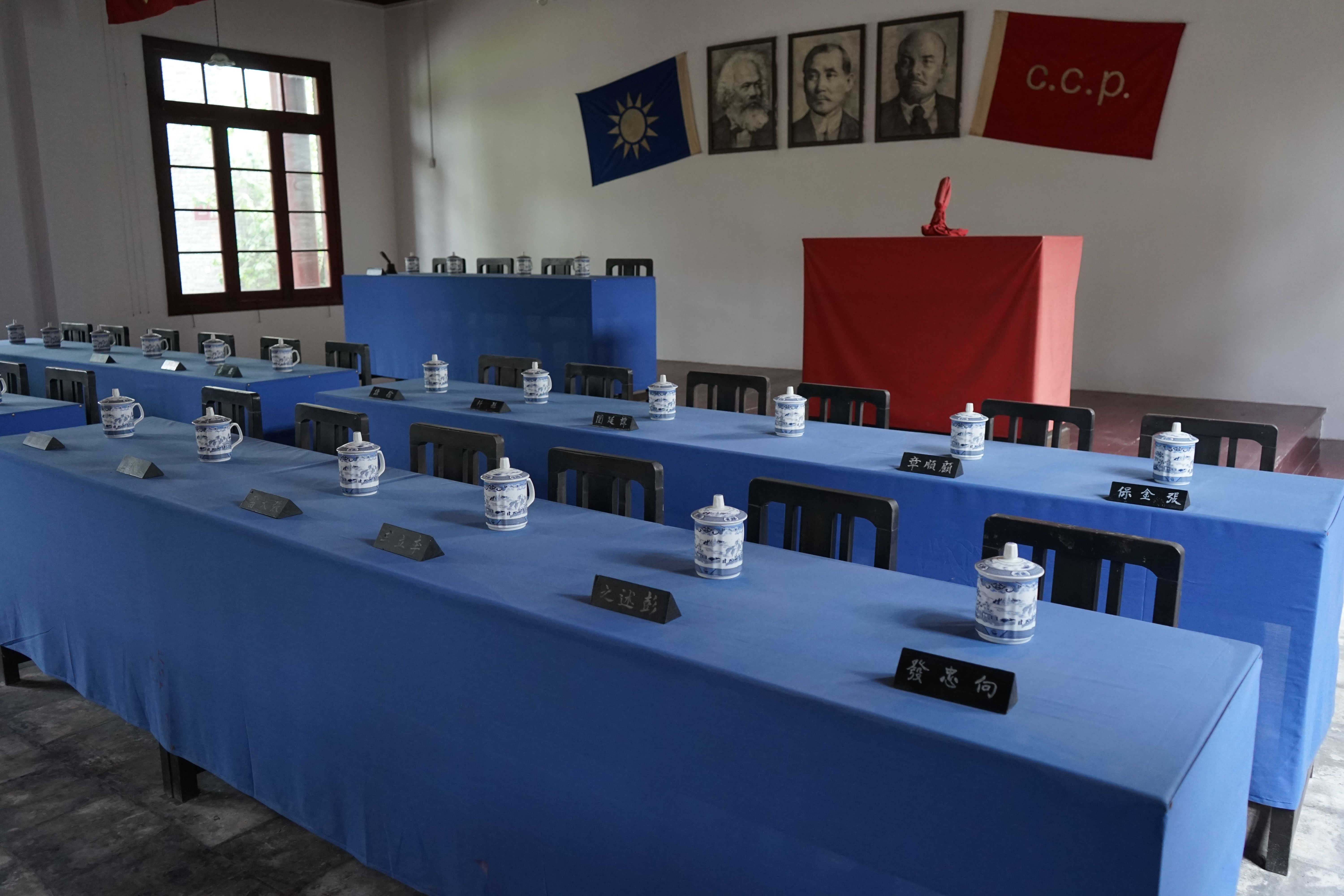
五大旧址开幕式会场复原

会场于1956年被列入湖北省文物保护单位，2013年被列入全国文物保护单位。会场所在的武昌高等师范第一附属小学后改名为中华路小学潭秋校区，并于2007年被征用。

### 引用
1. 1 2  高淑玲　劉建美. . 中國共產黨新聞網. 2009-12-14  [2013-12-03]. （原始内容存档于2013-12-06）.
2. ↑  .   [2018-08-02]. （原始内容存档于2007-11-16）.

∗Password Reset
Notice_information_donnees_personnelles_NIE.pdf